# Helfštýn
Helfštýn è una struttura fortificata medievale che si trova a Týn nad Bečvou, comune nel distretto di Přerov, regione di Olomouc della Repubblica Ceca.